# Partido Nacional Laborista (Irlanda)
El Partido Nacional Laborista (en inglés: National Labour Party; en irlandés: Páirtí Náisiúnta an Lucht Oibre) fue un partido político irlandés activo entre 1944 y 1950. Fundado en 1944 a partir de una escisión del Partido Laborista, nace de la intransigencia de los líderes sindicales del transporte y de la Unión (ITGWU) en contra de la mayoría del partido. James Everett y cinco diputados laboristas abandonaron las filas del Partido Laborista acusándolo de estar infiltrado por comunistas. Se presentaron a las elecciones al Dáil Éireann de 1948 y obtuvieron cinco escaños, lo que les permitió participar en el gobierno de coalición de John Aloysius Costello, pero en 1950 volvieron al seno del partido laborista.

## Historia
La división en el Partido Laborista estuvo precedida de divisiones internas previas en el movimiento sindical, especialmente en el sindicato de Transportes de William X. O'Brien y en la Unión General de Trabajadores de James Larkin. Larkin había logrado reunir al partido en 1941, y dos años más tarde fue nombrado candidato por el norte de Dublín a las elecciones generales de 1943. La Ejecutiva del sindicato, con los miembros de la ITGWU al frente, se negó a ratificar esta nominación. Sin embargo, el partido lo confirmó como candidato por Dublín y lo apoyaron entre otros el dirigente laborista William Norton. Sin embargo, cuando el ITGWU propuso la expulsión de Larkin, la Ejecutiva denegó la estrategia como una venganza. Dos semanas más tarde, el ITGWU abandonó el Partido Laborista. Cinco de los ocho diputados apoyados por la Unión sindical renunciaron al grupo parlamentario y formaron un nuevo partido, el National Labour Party, dirigido por William X. O'Brien y James Everett.
Había mucha amargura entre las dos partes. El ITGWU afirmó que los comunistas se habían apoderado del Partido Laborista. La Iglesia católica, a través de sus periódicos, apoyó la estrategia del ITGWU, fundada en la relación de James Larkin con grupos como la Liga de los Trabajadores de Irlanda. En efecto, el número de comunistas en el movimiento sindical había aumentado desde 1941, cuando el Partido Comunista de Irlanda se había disuelto y sus miembros se habían unido al movimiento obrero socialdemócrata.
Gracias al apoyo conservador, el nuevo NLP ganó cuatro escaños en las elecciones de 1944 y cinco escaños en e as elecciones de 1948. Tras los últimos comicios, el NLP entró en primer lugar entre los partidos de Gobierno, en contra de los deseos de la ITGWU. James Everett se vio obligado a colaborar con varios socios en coalición, incluyendo al Partido Laborista. La cooperación en el gobierno, el retiro de O'Brien y la muerte de Larkin fue disolviendo las enemistades y la animosidad en el seno del movimiento sindical. En 1950, el NLP se doblegó ante el todopoderoso Partido Laborista de Irlanda.

## Candidatos del partido
| Elecciones                   | Circunscripción      | Candidato      | Votos | %    |
| ---------------------------- | -------------------- | -------------- | ----- | ---- |
| Elecciones generales de 1944 | Kerry North          | Dan Spring     | 8,429 | 24.7 |
| Elecciones generales de 1944 | Kilkenny             | James Pattison | 6.239 | 21.7 |
| Elecciones generales de 1944 | Wexford              | John O'Leary   | 6,864 | 15.9 |
| Elecciones generales de 1944 | Wicklow              | James Everett  | 4,992 | 19.2 |
| Elecciones generales de 1948 | Carlow–Kilkenny      | James Pattison | 4,707 | 10.3 |
| Elecciones generales de 1948 | Cork Borough         | James Hickey   | 4,507 | 10.0 |
| Elecciones generales de 1948 | Dublin North-Central | George Walker  | 271   | 1.1  |
| Elecciones generales de 1948 | Dublin North-East    | Frank Robbins  | 476   | 1.1  |
| Elecciones generales de 1948 | Dublin North-East    | Seán O'Moore   | 440   | 1.0  |
| Elecciones generales de 1948 | Kerry North          | Dan Spring     | 5,877 | 16.3 |
| Elecciones generales de 1948 | Wexford              | John O'Leary   | 5,513 | 13.1 |
| Elecciones generales de 1948 | Wicklow              | James Everett  | 4,834 | 18.3 |

## Resultados electorales
| Elección | Escaños | ± | Posición | Primera Pref votos | %    | Gobierno                         | Líder         |
| -------- | ------- | - | -------- | ------------------ | ---- | -------------------------------- | ------------- |
| 1944     | 4/138   | 4 | 5º       | 32,732             | 2.7% | La oposición                     | James Everett |
| 1948     | 5/147   | 1 | 6        | 34,015             | 2.6% | La coalición (FG-LP-CnP-CnT-PNL) | James Everett |